# 組織蛋白去乙醯酶抑制劑
組織蛋白去乙醯酶抑制劑(英語：HDAC inhibitor，簡寫HDI或HDAC抑制劑)是一種透過抑制身體內組織蛋白去乙醯酶功能的藥物類別，亦存在於胎兒及四川胡椒內。現時有健康食品生產商建議透過進食花椒油而達至防癌的功效。
現時醫學界有研究透過「組織蛋白去乙醯酶抑制劑」來治療癌症及神经退行性疾病(neurodegenerative diseases)。這些抑制劑的具體機制，例如有關的化合物如何達到有關的功效，到現在還未清楚。不過，有關文獻亦有提出可能的表觀遺傳學途徑Richon et al.發現HDAC抑制劑可以透過引導p21 (WAF1)來調節P53的腫瘤抑制功能。對於 HDAC 抑制劑如何調控基因表達 ，目前已有比較大的進展。持續的研究 HDAC 抑制劑的調節基因機制，將快速促進新藥設計及生物標記的鑑定。

## 通路
HDAC参与了视网膜母细胞瘤蛋白抑制细胞增殖的通路。pRb蛋白是一个复合物的组成部分，该复合物将HDAC吸引到染色质上以使其去乙酰化组蛋白。HDAC1通过直接相互作用负调控心血管转录因子Kruppel样因子5。
雌激素已被确认是一种有丝分裂原，通过与雌激素受体α（ERalpha）结合而参与乳腺癌的肿瘤发生和进展。最新数据表明，由HDAC和DNA甲基化介导的染色质失活是人类乳腺癌细胞中ERalpha沉默的关键组成部分。
HDAC抑制剂也与某些基因启动子的抑制有关。然而，这可能是由于其他负调控蛋白活性的增加所致。例如包括SAHA, LAQ824/LBH589, CI994, MS275和莫塞替诺特。

## 药用HDI
不少已经在使用的药物被发现同时具有抑制第I、II、IV类HDAC的功能，都是靠和锌原子结合起效。2005年已有的化学结构种类按照结合强度递减，有：
1. 异羟肟酸类（或羟胺酯类），例如曲古抑菌素A（英语：trichostatin A），
2. 环状四肽（英语：tetrapeptide）类（如曲泊肽B），以及环肽类，如罗米地辛（英语：romidepsin）、波可地辛
3. 苯胺类，
4. 亲电子酮类，以及
5. 脂肪酸类化合物，如丙戊酸、苯丁酸钠（英语：Sodium phenylbutyrate）。

2007年新开发出的种类有：
- 异羟肟酸：trichostatin A, 伏立诺他 (SAHA), belinostat (PXD101), resminostat, 艾贝司他, givinostat, LAQ824, ivaltinostat, nanatinostat and panobinostat (LBH589)
- 苯甲酰胺：entinostat (MS-275), tacedinaline (CI994), zabadinostat, and 莫塞替诺特 (MGCD0103).[11][12]

第三类HDAC即Sirtuin基于NAD+工作，可被细胞内的烟酰胺抑制。